# Sturer Emil
12.8 cm Selbstfahrlafette auf VK3001(H) "Sturer Emil" a fost proiectul unui vânător de tancuri greu dezvoltat de Germania nazistă în timpul celui de-al Doilea Război Mondial. Doar două exemplare au fost construite și testate pe front înainte ca proiectul să fie abandonat.

## Istorie
Vânătorul de tancuri avea la bază șasiul  VK3001 fabricat de Henschel pentru un tanc experimental. Acesta a fost extins, fiindu-i adăugat încă un galet la șenile pentru a mări stabilitatea în vederea montării tunului care cântărea 7,8 tone. Tunul antitanc de 12.8 cm K L/61 fabricat de Rheinmetall (o variantă a tunului antiaerian 12.8 cm FlaK 40) era montat pe șasiu chiar înainte de motor, fiind protejat de o suprastructură fără plafon, cu un blindaj gros de 50 mm în partea frontală și 15 mm în rest. Tunul avea un câmp de rotire orizontal de 7°, iar în plan vertical putea fi ridicat cu 10° și coborât cu 15°. Vehiculul transporta 18 proiectile pentru tun. Inițial, Sturer Emil urma să fie folosit în mod ofensiv, fiind un tun de asalt greu, însă datorită evenimentelor din 1942, acest vehicul a fost folosit ca un vânător de tancuri în acțiuni defensive.
Cele două vehicule, poreclite Max și Moritz, au fost trimise pe Frontul de Răsărit. Un vehicul a fost distrus, iar altul a fost capturat aproape intact la sfârșitul anului 1942 lângă Stalingrad, având 22 de inele pictate pe tun (pentru fiecare tanc distrus). Vehiculul capturat este expus în prezent la Muzeul Tancului din Kubinka, Rusia. Armata germană urma să comande aproximativ 100 de vânători de tancuri de tip Sturer Emil, însă datorită resurselor limitate și evenimentelor de pe front, proiectul a fost abandonat.